# RSO Records
RSO Records fue un sello discográfico, formado por el empresario del rock and roll y de los musicales Robert Stigwood en 1973. "RSO" es la abreviatura de Robert Stigwood Organization. La oficina central de la compañía estaba en la "67 Brook Street", en London's Mayfair. El sello pasó por cuatro etapas de distribución: primero por Atlantic Records, luego com un sello independiente, después por Polydor Records, y finalmente por PolyGram Records.
RSO adsministró las carreras de varias superestrellas (Bee Gees, Yvonne Elliman, Eric Clapton, Andy Gibb, y, como sello discográfico, lanzó los soundtracks de Fama, Sparkle, Star Wars: Episode V - The Empire Strikes Back, Star Wars: Episode VI - Return of the Jedi, Times Square, Grease (sobre las 25 millones de copias vendidas alrededor del mundo), y Saturday Night Fever (más de 30 millones de copias vendidas en el mundo). El lanzamiento de los últimos dos álbumes hizo que RSO obtuviera el éxito financiero más grande de las disqueras de los años 1970.
Así como el éxito financiero acumulado por RSO, el sello independiente produjo varios éxitos en las listas Pop nunca antes vistos en la industria de la música. Al punto de 1978, el sello obtuvo un impredicho récord: seis #1 consecutivos en el US Billboard, tomando el tope por 21 semanas consecutivas con el éxito Baby Come Back de Player. Con singles lanzados del álbum de la banda sonora de Grease ("You're The One That I Want", y el tema del título de la película) y un gran hit de Andy Gibb (Shadow Dancing), RSO lograría 10 semanas adicionales en la posición #1, dándole al sello 9 temas en un año de calendario (perdió solamente el décimo tema "Too Much Heaven" que llegó al tope de las listas el 6 de enero de 1979). Este logro se mantiene imbatido, no habiéndolo superado ningún sello discográfico hasta la fecha.
Tan alto como el sello iba triunfando en 1978, fue la desastrosa falla comercial y crítica de la versión en película de Sgt. Pepper's Lonely Hearts Club Band hecha por RSO paralizó a la compañía. Los males de este fracaso monumental fueron solamente en parte compensados a mediados de 1979, con el álbum de los Bee Gees "Spirits Having Flown", que llevó a la eventual venta de cerca de 20 millones de copias (con el álbum produciendo tres singles #1 seguidos, cada uno vendiendo más de 1 millón de copias por sí mismos). Por 1981 Stigwood había terminado su participación con el sello, que fue absorbido por PolyGram años más tarde.

## Logo de RSO y sus variaciones
Robert Stigwood explicó la inspiración para el logotipo de la vaca roja de RSO Records en una entrevista de 2001 para la revista musical Billboard: "Yo estaba en Japón con la banda The Who y decidí crear RSO como un sello independiente. Había diseñadores trabajando en un logotipo, pero no me gustaba ninguno de ellos. Algunos amigos japoneses me dieron una vaca de papel maché, que es un símbolo de buena salud y buena fortuna. Estaba en la repisa de la chimenea en mi oficina, y yo pensé: 'La buena salud y la buena suerte, eso es apropiado. Sólo tengo que escribir RSO en él'".
- Sello como Atlantic: Sello color canela con logo pequeño.
- Sello como Independiente : Sello color canela con logo más grande.
- Sello como Polydor: Sello canela con logo grande, el logo de Polydor en la parte inferior del sello.
- Sello como Polygram: Sello plateado con logo grande.
- Sello de relanzamiento de RSO (Top Line): Sello blanco con una estrella dorada o plateada, logo muy pequeño al principio del sello entre "TOP" y "LINE"